# Зуєвка (Калінінградська область)
Зуєвка (рос. Зуевка) — селище Полєського району, Калінінградської області Росії. Входить до складу Залісовського сільського поселення.
Населення —  2 особи (2015 рік). 

## Населення
| 2002 | 2010 |
| ---- | ---- |
| 7    | ↘2   |